# 1956-os Formula–1 argentin nagydíj
Az 1956-os Formula–1-es világbajnokság szezonnyitó futama az argentin nagydíj volt.

## Futam
A Mercedes-Benz visszavonulásával összesen öt csapat indult a versenyeken, a korai argentin nagydíjra csupán a Ferrari és a Maserati ment el, tizenhárom versenyzővel.
A legjobb edzésidőt Fangio futotta, a versenyben is a 23. körig vezetett ekkor az üzemanyag szivattyú hibája miatt kellett kiállnia, a pályáról azonnal kihívott Musso kocsijával folytatta a versenyt. Az élen ekkor Stirling Moss haladt a győzelem felé, a 83. körben bekövetkezett dugattyú törés miatt azonban kiállni kényszerült. Fangio így megnyerte a versenyt, de csak öt pontot kapott meg a többit Musso kapta, ezzel a második helyen végző Jean Behra vezette a pontversenyt.
|    | Rsz. | Versenyző                      | Csapat   | Körök | Idő/Kiesések   | Start | Pontok |
| -- | ---- | ------------------------------ | -------- | ----- | -------------- | ----- | ------ |
| 1  | 34   | Luigi Musso Juan Manuel Fangio | Ferrari  | 98    | 3:00'03,7      | 3     | 4 5    |
| 2  | 4    | Jean Behra                     | Maserati | 98    | +24,4 mp       | 4     | 6      |
| 3  | 14   | Mike Hawthorn                  | Maserati | 98    | +2 kör         | 8     | 4      |
| 4  | 10   | Chico Landi Gerino Gerini      | Maserati | 92    | +6 kör         | 11    | 1,5    |
| 5  | 38   | Olivier Gendebien              | Ferrari  | 91    | +7 kör         | 10    | 2      |
| 6  | 16   | Alberto Uria Oscar González    | Maserati | 88    | +10 kör        | 13    |        |
| Ki | 2    | Stirling Moss                  | Maserati | 81    | Motor          | 7     |        |
| Ki | 36   | Peter Collins                  | Ferrari  | 58    | Baleset        | 9     |        |
| Ki | 8    | Luigi Piotti                   | Maserati | 57    | Baleset        | 12    |        |
| Ki | 6    | Carlos Menditéguy              | Maserati | 42    | Féltengely     | 6     |        |
| Ki | 32   | Eugenio Castellotti            | Ferrari  | 40    | Váltó          | 2     |        |
| Ki | 12   | José Froilán González          | Maserati | 24    | Motor          | 5     |        |
| Ki | 30   | Juan Manuel Fangio             | Ferrari  | 22    | Üzemanyagpumpa | 1     |        |

## Statisztikák
Vezető helyen:
- José Froilán González: 3 kör (1-3)
- Carlos Menditéguy: 39 kör (4-42)
- Stirling Moss: 24 kör (43-66)
- Juan Manuel Fangio: 32 kör (67-98)

Juan Manuel Fangio 18. győzelme (R), 19. pole-pozíciója (R), 17. leggyorsabb köre (R), 6. mesterhármasa (pp, lk, gy)
- Ferrari 21. győzelme.

Olivier Gendebien első versenye.